# Martin Gjeding
Martin Gjeding (* 17. Oktober 1974) ist ein dänischer Handballschiedsrichter.
Gemeinsam mit seinem Gespannpartner Mads Hansen war Gjeding viele Jahre lang bei nahezu allen großen internationalen Turnieren im Einsatz, darunter bei der Weltmeisterschaft 2009 in Kroatien, bei der Europameisterschaft 2014 in Dänemark, bei der Weltmeisterschaft 2015 in Katar, bei der Europameisterschaft 2016 in Polen, bei der Weltmeisterschaft 2017 in Frankreich, bei der Europameisterschaft 2018 in Kroatien, bei der Weltmeisterschaft 2019 in Dänemark und Deutschland sowie bei der Europameisterschaft 2020 in Norwegen, Österreich und Schweden. Gjeding und Hansen leiteten unter anderem das EM-Finale 2016 zwischen Deutschland und Spanien (24:17).
Im Jahr 2020 beendete Hansen nach 24 Jahren seine Zusammenarbeit mit Gjeding.